# Liptena rochei
Liptena rochei är en fjärilsart som beskrevs av Henry Stempffer 1951. Liptena rochei ingår i släktet Liptena och familjen juvelvingar. Inga underarter finns listade i Catalogue of Life.